# Salvirola
Salvirola ist eine norditalienische Gemeinde (comune) mit 1132 Einwohnern (Stand 31. Dezember 2023) in der Provinz Cremona in der Lombardei. Die Gemeinde liegt etwa 40 Kilometer südöstlich von Cremona.

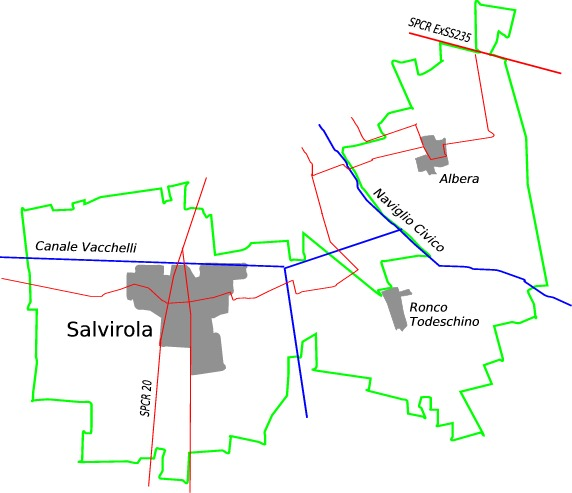
Karte der Gemeinde